# Zombie Strippers
Zombie Strippers é um filme de comédia e terror norte-americano com direção de Jay Lee e estrelado por Robert Englund, Jenna Jameson e Tito Ortiz.

## Elenco
- Robert Englund como Ian Essko
- Jenna Jameson como Kat
- Roxy Saint como Lillith
- Penny Drake como Sox
- Joey Medina como Paco
- Whitney Anderson como Gaia
- Jennifer Holland com Jessy
- Shamron Moore como Jeannie
- Jeannette Sousa como Berengé

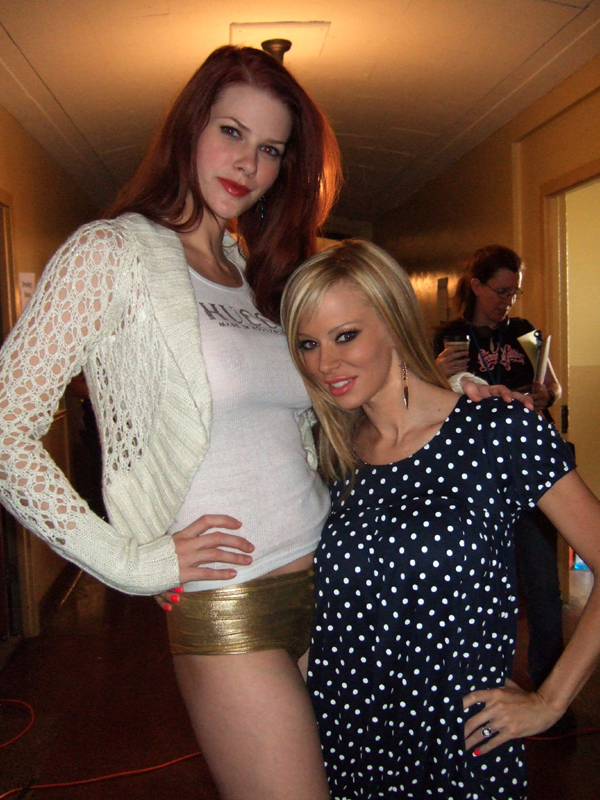
Penny Drake e Jenna Jameson no set de filmagem

- Carmit Levité como Madame Blavatski
- John D. Hawkes como Davis
- Brad Milne como Dr. Chushfeld
- Zak Kilberg como Byrdflough

## Críticas do filme
Zombie Strippers recebeu críticas mistas. A revisão agregador de Rotten Tomatoes relatou que 39% dos críticos deram os comentários positivos do filme, baseado em 62 avaliações .  Metacritic relatou que este filme teve uma pontuação média de 45 em 100, baseado em 14 avaliações.  Tem sido criticado como tendo valores pobres, produção e má execução, reconhecendo embora o seu estilo intencionalmente acampamento e sua tentativa como uma sátira. Richard Roeper de Ebert & Roeper acharam um filme terrível. Ele não funciona como acampamento. Ele não funciona um preço tão baixo porcaria de orçamento, Dennis Harvey da Variety Magazine também chamou o filme de uma piada. Em contraste, Michael Rechtshaffen do Hollywood Reporter pensou que havia algo perversamente afetando sobre este filme, apesar de sua sátira política.